# 斯姓
斯姓，中文姓氏之一，现主要分布在浙江诸暨的斯宅村。斯宅村有马、邢、杜、张、陈、金、周、徐、黄、斯、蔡、虞、楼等姓氏（诸暨现有斯姓人口约12000余人）。
据史料记载，其出自史姓，为吴大帝孙权赐于史伟。
韓國，百濟斯(SA)姓。

## 名人
- 斯义桂： 男低音歌手
- 斯伟
- 斯霞
- 斯行健
- 斯美玲： 資深廣播人

## 外部連結
[在维基数据编辑]
 《欽定古今圖書集成·明倫彙編·氏族典·斯姓部》，出自陈梦雷《古今圖書集成》